# Liste der Einträge im National Register of Historic Places im Woodford County (Illinois)

Lage des Woodford County in Illinois

Die Liste der Einträge im National Register of Historic Places im Woodford County in Illinois führt alle Bauwerke und historischen Stätten im Woodford County auf, die in das National Register of Historic Places aufgenommen wurden.

## Legende
| NRHP | Historic Place    |
| HD   | Historic District |

## Aktuelle Einträge
| [ 2 ] | Name                                                                             | Bild                                     | Eintragsdatum        | Lage                                                                                | Ort      | Beschreibung |
| ----- | -------------------------------------------------------------------------------- | ---------------------------------------- | -------------------- | ----------------------------------------------------------------------------------- | -------- | ------------ |
| 1     | Benson Water Tower                                                               | Benson Water Tower                       | 1987 ID-Nr. 87002034 | Clayton Street zwischen Front Street und Pleasant Street 40° 51′ 4″ N, 89° 7′ 13″ W | Benson   |              |
| 2     | El Paso Public Library                                                           | El Paso Public Library                   | 1994 ID-Nr. 94000972 | 149 West 1st Street 40° 44′ 22″ N, 89° 1′ 6″ W                                      | El Paso  |              |
| 3     | Eureka College Administration and Chapel                                         | Eureka College Administration and Chapel | 1980 ID-Nr. 80001426 | 300 College Avenue 40° 42′ 50″ N, 89° 16′ 9″ W                                      | Eureka   |              |
| 4     | Eureka College Campus Historic District                                          | Eureka College Campus Historic District  | 2010 ID-Nr. 10000365 | 300 College Avenue 40° 42′ 51,8″ N, 89° 16′ 12,3″ W                                 | Eureka   |              |
| 5     | Illinois Central Railroad and Toledo, Peoria, and Western Railroad Freight House |                                          | 1994 ID-Nr. 94000973 | 8–10 East Front Street 40° 44′ 17″ N, 89° 0′ 56″ W                                  | El Paso  |              |
| 6     | Metamora Courthouse                                                              | Metamora Courthouse                      | 1978 ID-Nr. 78001203 | 113 East Partridge Street 40° 47′ 30″ N, 89° 21′ 45″ W                              | Metamora |              |
| 7     | Joseph Schertz House                                                             | Joseph Schertz House                     | 1995 ID-Nr. 95000491 | IL 116, rund eine Meile westlich der Stadtgrenze 40° 46′ 43″ N, 89° 24′ 35″ W       | Metamora |              |
| 8     | Adlai E. Stevenson I House                                                       | Adlai E. Stevenson I House               | 1980 ID-Nr. 80001427 | 104 West Walnut Street 40° 47′ 21″ N, 89° 21′ 49″ W                                 | Metamora |              |